# Lacustricola omoculatus
Lacustricola omoculatus là một loài cá thuộc họ Poeciliidae. Nó là loài đặc hữu của Tanzania. Môi trường sống tự nhiên của chúng là đầm lầy.